# Love Can Only Heal
Love Can Only Heal è un singolo del cantautore statunitense Myles Kennedy, pubblicato il 2 marzo 2018 come quarto estratto dal primo album in studio Year of the Tiger.

## Video musicale
Sebbene non sia stato realizzato alcun videoclip per il singolo, l'8 marzo 2018 la rivista statunitense Billboard ha reso disponibile in esclusiva sul proprio sito un lyric video.

## Tracce
1. Love Can Only Heal – 5:32

## Formazione
Musicisti
- Myles Kennedy – voce, chitarra, banjo, lap steel guitar, basso, mandolino
- Zia Uddin – batteria, percussioni
- Tim Tournier – basso
- Michael "Elvis" Baskette – tastiera

Produzione
- Michel "Elvis" Baskette – produzione, missaggio
- Jef Moll – ingegneria del suono, montaggio
- Brad Blackwood – mastering